# Cathay (Dakota du Nord)
Pour les articles homonymes, voir Cathay (homonymie).
La ville américaine de Cathay est située dans le comté de Wells, dans l’État du Dakota du Nord. Lors du recensement de 2010, sa population s’élevait à 43 habitants.

## Histoire
Cathay a été fondée en 1893.

## Démographie
| 1910 | 1920 | 1930 | 1940 | 1950 | 1960 |
| ---- | ---- | ---- | ---- | ---- | ---- |
| 225  | 185  | 235  | 189  | 209  | 110  |

| 1970 | 1980 | 1990 | 2000 | 2010 | - |
| ---- | ---- | ---- | ---- | ---- | - |
| 110  | 66   | 54   | 56   | 43   | - |

## Source
- (en) Cet article est partiellement ou en totalité issu de l’article de Wikipédia en anglais intitulé « Cathay, North Dakota » (voir la liste des auteurs).